# 2015 год в автомобилестроении
Список событий в автомобилестроении в 2015 году.

## События

### Январь
- 29 — Компания Nissan Motor объявила об отзыве автомобилей. Причиной стали дефекты в обшивке двери, в результате которых в салон автомобиля может попадать вода, что, в свою очередь, может привести к короткому замыканию электропроводки и даже возгоранию[1].
- 30 — Суд Нидерландов аннулировал банкротство компании Spyker[2]

### Февраль
- 9 -Компания Jaguar Land Rover объявил о выявление ряда дефектов в автомобилях. И об отзыве данных автомобилей.[3]
- 11 — Объявлено о планах в 2016 году возродить производителя легковых автомобилей немецкой марки Borgward[4].
- 16 — Компания из США представила подушки безопасности, защищающие пассажиров на заднем сиденье при фронтальном ударе[5].

### Март
- 2 — Volkswagen Passat признан автомобилем 2015 года европейскими журналистами[6].
- 8 — Компания Goodyear представила шины, которые могут подзаряжать аккумуляторы электромобилей, а также адаптироваться к различным видам дорожного покрытия[7].
- 18 — Компания General Motors объявила об ухода с Российского рынка — Opel и Chevrolet[8].

### Апрель
- 1 — Китайская компания создала самый дешёвый в мире электромобиль. Корпус автомобиля создан с помощью 3D-принтера[9].
- 8 — Умер создатель передачи Top Gear Дерек Смит на 88 году жизни[10].
- 23 — По результатам первого квартала компания Toyota стала мировым лидером по продажам автомобилей[11].
- 23 — Ведущий передачи Top Gear Джеймс Мэй официально заявил об уходе из проекта[12].
- 27 — Покинул пост председателя наблюдательного совета концерна Volkswagen Фердинанд Пиех[13].
- 29 — Компания Audi объявила о завершении разработки дизельного топлива из воздуха и воды.[14]
- 29 — Представлен новый способ производства шестерней из усиленного углеволокном пластика.[15]
- 29 — Американский инженер-техник представил работоспособную 5-ступенчатую коробку передач созданную с помощью 3D-принтера[16].
- 29 — С конвейера сошёл 750000 экземпляр Skoda Superb в чешском городе Квасины[17].

### Май
- Компания Michelin начинает продажи всесезонных шин[18].

### Октябрь
- 8-октября — создание марки Ravon в узбекистане с участием компании Uzavtosanoat, General Motors и GM Uzbekistan. Причиной создания марки было упразднение марки Daewoo.

## Представлены новые автомобили
- март — Mercedes-Benz G 500 4x4² Concept (W463)[19],Lyons LM2 Streamliner[20],Carrozzeria Touring Superleggera Berlinetta Lusso[21],McLaren 570S Coupe[22],Koenigsegg Regera[23],Koenigsegg Agera RS[24],Rolls-Royce Phantom «Serenity»,Seat 20V20 Concept
- апрель — Toroidion 1MW Concept[25],Qiantu K50 Event![26],Ferrari Sergio[27],Mercedes-Benz Concept GLC Coupé[28],Lincoln Continental Concept,Lincoln MKX Concept,2015 Lincoln Navigator L,McLaren 675LT,McLaren P1 GTR[29],Rolls-Royce Phantom Limelight[30],Volkswagen Transporter T6[31],Porsche 911 Targa 4S Exclusive Edition[32],Subaru BRZ STI Performance Concept